# 雲ケ畑バス

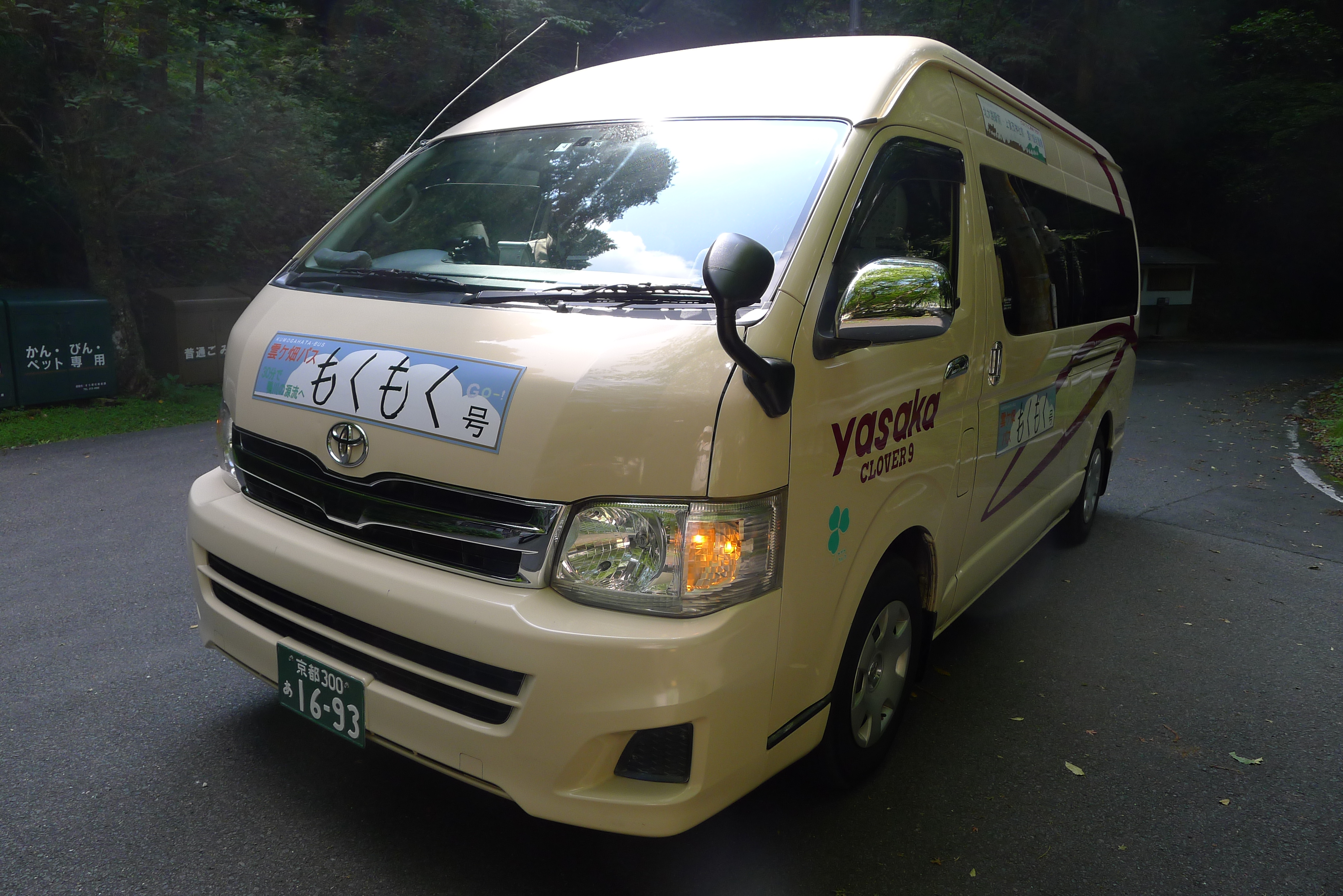
雲ケ畑バス

雲ケ畑バス（くもがはたバス）は、彌榮自動車によって運行されている京都市北区内を運行する乗合タクシーである。「もくもく号」の愛称を持つ。2012年4月1日に運行が開始された。

## 概要
北大路駅前と雲ケ畑岩屋橋を結ぶ乗合タクシーである。雲ケ畑地域内で唯一の公共交通機関となっている。
出町柳駅前と雲ケ畑岩屋橋を結んでいた京都バス37系統が、乗客の減少による不採算により2012年4月に廃止される方針が2011年5月27日に発表され、後に2012年4月から彌榮自動車による新たな生活交通の運行が開始されることが2012年2月12日に決定され、2012年4月1日より雲ケ畑バスの運行が開始された。
車両は定員9人のジャンボタクシーを用いる。2022年2月14日時点で平日・土休日ともに1日2往復での運行となっている。

## 沿革
- 2012年4月1日：運行開始[3]。
- 2013年4月1日：「山幸橋」と「上賀茂西河原町」のバス停が増設される[5]。
- 2014年10月15日：「未来の京都まちづくり推進表彰」を受賞[6]。
- 2020年4月1日：運賃改定を実施[7]。

## 経路
- 北大路駅前 - 上賀茂神社前 - 高橋 - おおまがり - 高雲寺前 - 白梅橋 - 雲ケ畑岩屋橋

雲ケ畑地域内のおおまがり - 雲ケ畑岩屋橋は自由乗降区間となっている。かつて同様の経路を運行していた京都バス37系統は柊野 - 雲ケ畑岩屋橋が自由乗降区間であった。
北大路駅前バス停は北大路通にある京都バスの烏丸北大路バス停と兼用している。北大路バスターミナルには乗り入れない。

## 雲ヶ畑バス株式会社
京都市電北大路橋電停と雲ヶ畑を結ぶバスを運行していた雲ヶ畑バス株式会社が1933年(昭和8年)9月7日に設立されたが、1938年(昭和13年)8月26日に鞍馬自動車株式会社と合併した。後の1946年(昭和21年)8月7日に嵐山自動車株式会社と合併し、京都バス株式会社が誕生した。